# Port Noir
I Port Noir sono un gruppo musicale rock alternativo svedese formato a Södertälje nel novembre 2011.

## Storia del gruppo

### Primi anni,Puls(2011-2013)

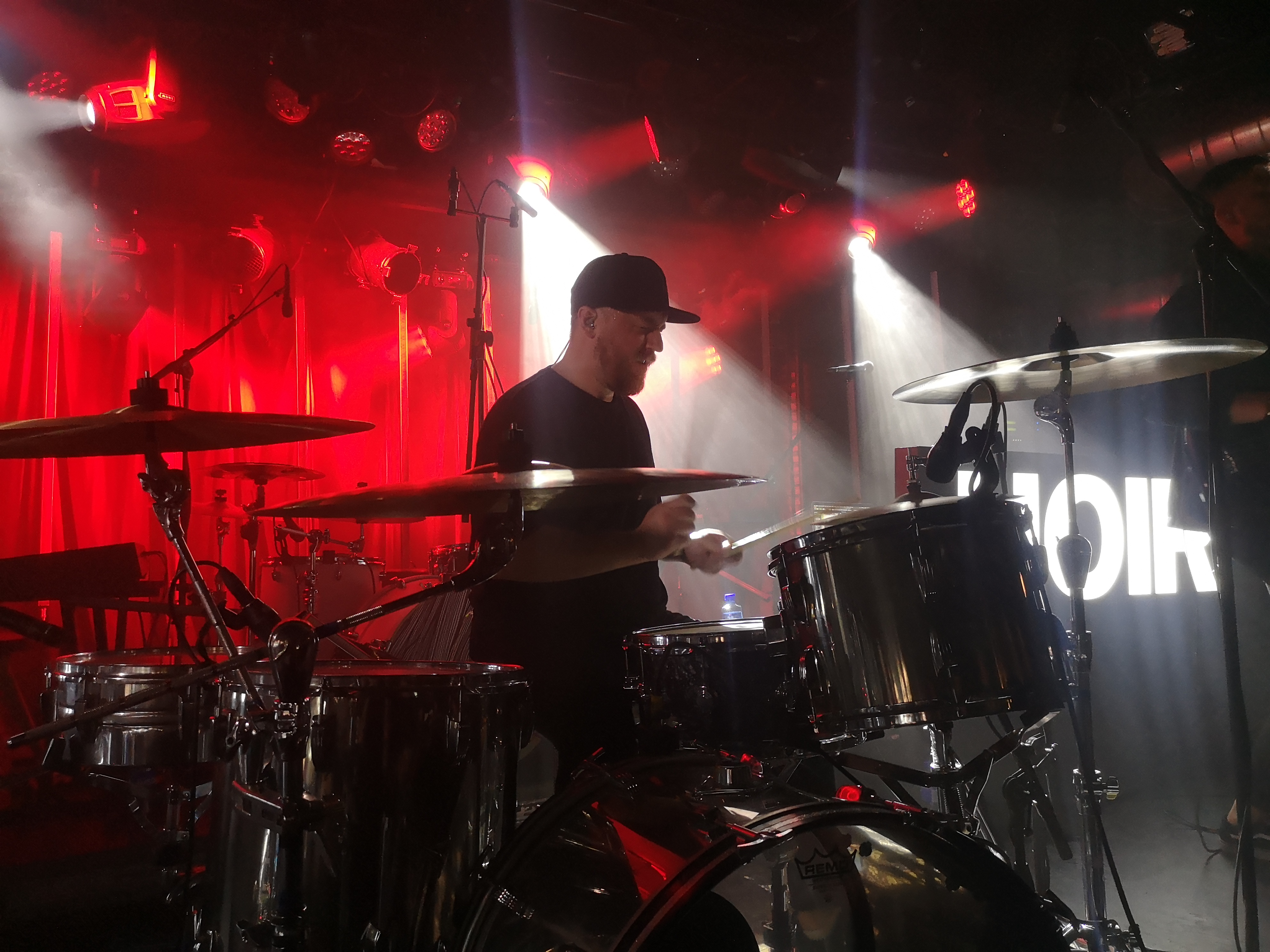
Andreas "AW" Wiberg

Il gruppo nasce dall'incontro tra i chitarristi Love Andersson e Andreas Hollstrand e il batterista Andreas "AW" Wiberg, tutti provenienti da precedenti gruppi di vario genere (come black o death metal, jazz e rock progressivo) e accomunati dalla voglia di incidere qualcosa di innovativo rispetto alle loro precedenti esperienze. Attraverso il nome iniziale di A.I Act, il trio ha reso disponibile un video musicale per il brano Sun dè man. Una settimana più tardi, Anders Fridén, cantante degli In Flames nonché proprietario dell'etichetta discografica indipendente Razzia Records, ha contattato il trio per scritturarli, oltre a invitarli ad aprire un concerto degli In Flames stessi sei mesi più tardi. Intorno allo stesso periodo è avvenuto anche il cambio di nome in Port Noir.
Il 27 marzo 2013 la formazione ha reso disponibile un video per il brano Index, seguito il 31 maggio da quello per Tide, quest'ultimo estratto come singolo nello stesso giorno. Tale uscita ha anticipato l'album di debutto Puls, distribuito il 25 settembre su CD e LP. Composto da dieci brani, l'album rappresenta un incrocio tra sonorità rock alternativo, rock progressivo e post-rock, con vari elementi che spaziano dal doom metal al post-hardcore.

### NeoneAny Way the Wind Carries(2015-2017)

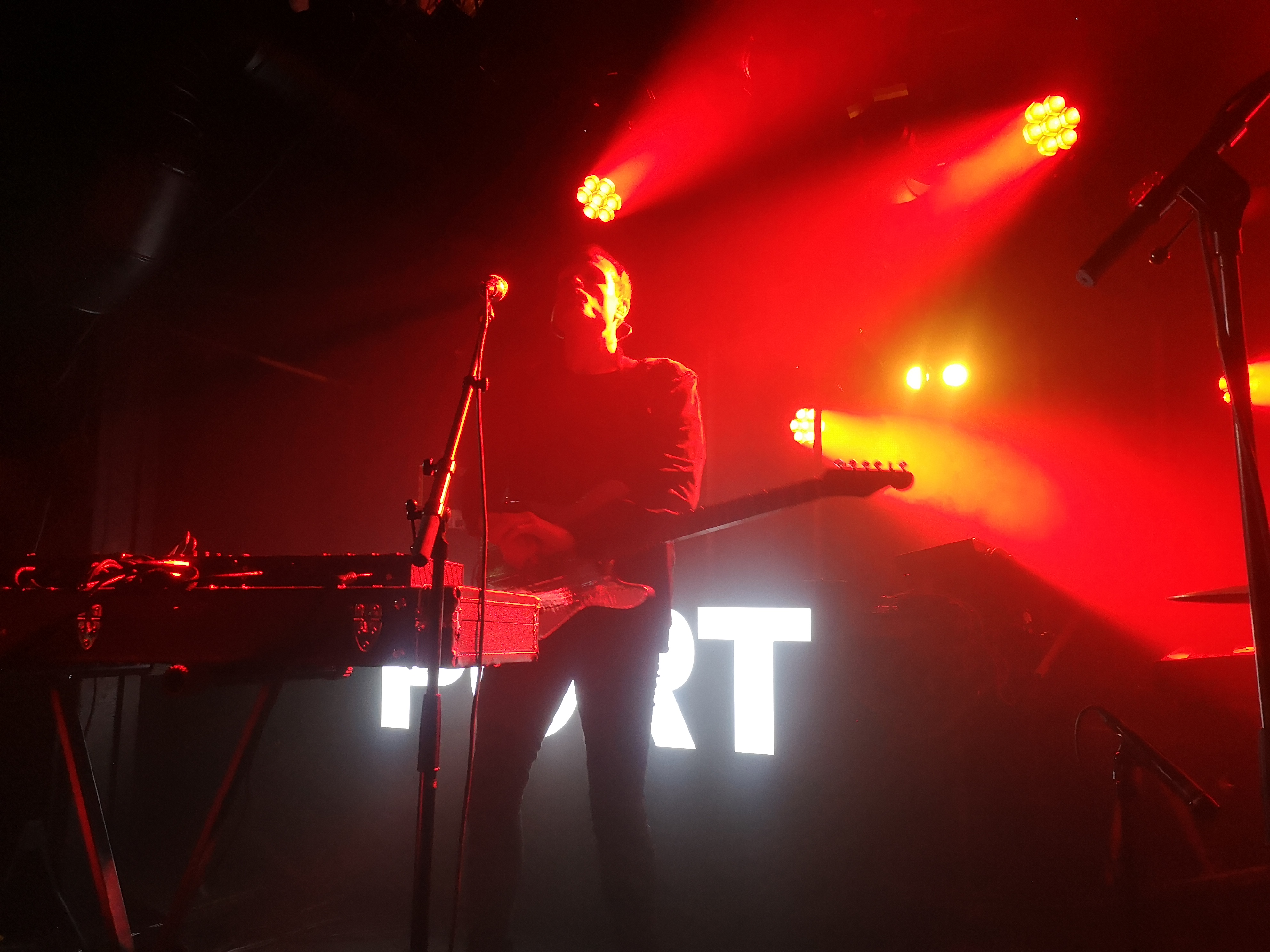
Andreas Hollstrand

Durante il 2015 il gruppo ha speso tempo per lavorare a materiale che sarebbe confluito in un secondo album in studio e intorno allo stesso periodo la Century Media Records ha iniziato a occuparsi della distribuzione delle pubblicazioni della Razzia Records, comprese quelle dei Port Noir. Il 30 ottobre dello stesso anno è uscito pertanto l'EP Neon, diffuso unicamente per il download digitale e composto da quattro brani, tra cui l'omonimo Neon, per il quale è stato realizzato un video diffuso il 16 di tale mese. Contrariamente a Puls, l'EP si caratterizza per sonorità più sperimentali, con una maggiore integrazione di elementi elettronici.
La strada della sperimentazione è proseguita anche con il secondo album, intitolato Any Way the Wind Carries e distribuito il 1º aprile 2016. Come con Neon, il trio ha modificato il proprio stile musicale all'interno dei dodici brani, facendo uso di sintetizzatori e riducendo la lunghezza dei brani, rendendoli più immediati e accessibili; non mancano tuttavia elementi più pesanti, che passano al nu metal al rock gotico. Dall'album è stato estratto come unico singolo Onyx, uscito il 4 marzo e accompagnato anche da un video musicale la settima seguente. Nel mese di maggio hanno intrapreso una breve tournée da headliner in Europa, esibendosi presso alcune città dell'Austria, Germania e Repubblica Ceca.
Nel corso del 2017 i Port Noir si sono esibiti come spalla ai Pain of Salvation durante la loro tournée europea in supporto al loro album In the Passing Light of Day.

### The New Routine(2018-2019)
Dopo una breve pausa passata a comporre nuova musica, nel 2018 il gruppo ha annunciato la firma con la Inside Out Music, rendendo disponibile il 13 ottobre dello stesso anno il singolo Old Fashioned; il brano ha rappresentato una nuova svolta sonora per il trio, caratterizzandosi per elementi più rock alternativo rispetto al passato, con una forte riduzione della componente heavy metal.
Tale svolta viene confermata con il terzo album The New Routine, che presenta al suo interno anche elementi contemporary R&B, hip hop e pop. Uscito il 10 maggio 2019, il disco è stato promosso anche dai singoli Young Bloods, Champagne e Flawless, oltre che da un'estesa tournée europea che li ha visti esibirsi insieme ai Leprous e ai The Ocean. Durante quest'ultima tournée Hollstrand non ha preso parte ad alcuna data, venendo rimpiazzato da Victor Sandberg.

### Cuts(2021-presente)

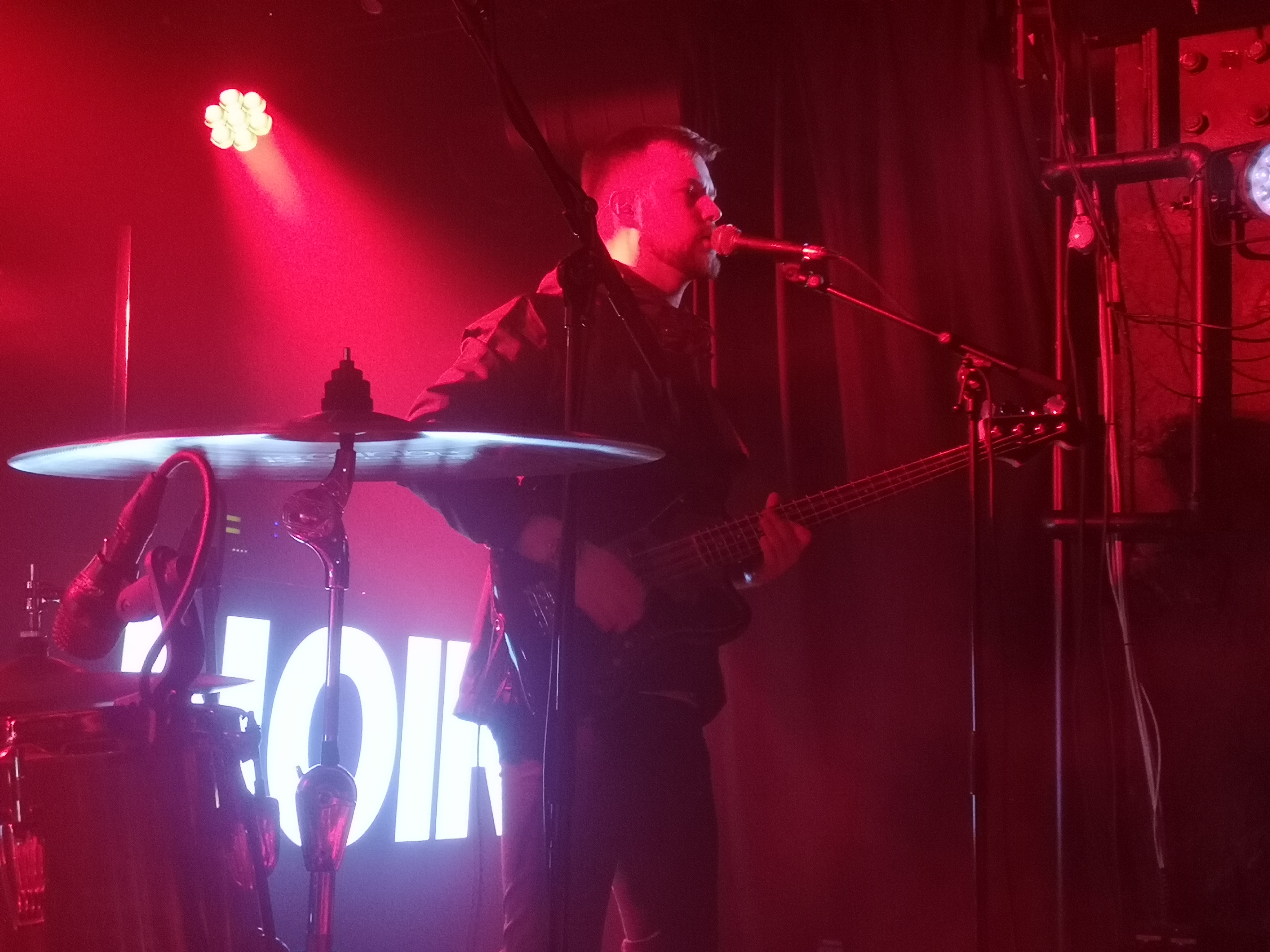
Love Andersson

Con l'avvento della pandemia di COVID-19, Andersson e Wiberg hanno iniziato a comporre nuovo materiale senza Hollstrand, che ha abbandonato temporaneamente la formazione a causa di motivi personali (facendo comunque ritorno verso la fine delle sessioni di registrazione). Durante tale periodo il duo ha iniziato a registrare i vari brani in presa diretta, limitando al minimo le sovraincisioni, e hanno deciso di adottare elementi più dark nelle proprie sonorità rispetto a quanto operato in passato.
Il 27 agosto 2021 hanno annunciato la firma con la Despotz Records, per poi presentare il successivo 3 dicembre il singolo All Class. L'album, intitolato Cuts, è stato pubblicato il 25 marzo 2022 ed è stato anticipato anche dai singoli Sweet & Salt e Deep Waters, diffusi rispettivamente l'11 febbraio e insieme ai rispettivi video. Per la sua promozione il trio ha intrapreso due tournée europee: la prima come spalla ai Vola nel mese di marzo e la seconda in supporto agli Imminence a maggio.

## Formazione
- Love Andersson – voce (2011-presente), chitarra (2011-2017), basso (2016-presente)
- Andreas "AW" Wiberg – batteria (2011-presente)
- Andreas Hollstrand – chitarra, cori (2011-2019, 2021-presente), tastiera (2016-2019, 2021-presente)

Turnisti
- Victor Sandberg – chitarra, tastiera, cori (2019-2021)

## Discografia

### Album in studio
- 2013 – Puls
- 2016 – Any Way the Wind Carries
- 2019 – The New Routine
- 2022 – Cuts

### EP
- 2015 – Neon

### Singoli
- 2013 – Tide
- 2016 – Onyx
- 2018 – Old Fashioned
- 2019 – Young Bloods
- 2019 – Champagne
- 2019 – Flawless
- 2021 – All Class
- 2022 – Sweet & Salt
- 2022 – Deep Waters